# Manchurisk aralie
Manchurisk aralie (Aralia elata) er en stor, løvfældende busk med stift opret vækstform. 
Kronen består af nogle få, stive hovedgrene, der er meget lidt forgrenede. Barken er først lysegrå til brun, senere mørkegrå. Alle stammer og grene er tæt besat med tynde, stive torne. Bladarrene er meget brede og når næsten rundt om de unge skud. Knopperne sidder spredt, omsluttet af bladfoden. De er bitte små og nærmest prikformede. Bladene er meget store (op til 1 m lange) og dobbelt fjersnitdelte med ægformede småblade, der har tandet bladrand. Ved hver forgrening findes et par torne. Oversiden er mørkegrøn og glat, mens undersiden er lyst blågrøn. Bladstilkene er stribede af langsgående korkporer. Høstfarven er gul. Blomsterne er bittesmå, men sidder rigtigt mange sammen i store, åbne halvskærme ved skudspidserne. Frugterne er små, sorte bær.
Rodnettet består af nogle krybende jordstængler, der bærer lodrette skud og tykke, fladt udbredte rødder. Planten sætter mange rodskud, hvis toppen ødelægges. 
Højde x bredde og årlig tilvækst: 5 × 3 m (25 × 15 cm/år), bredden dog betydeligt større, hvis rodskud medregnes! Disse mål kan fx bruges til beregning af planteafstande, når arten anvendes som kulturplante.

## Hjemsted
Manchurisk aralie gror som krat og i skovbryn på næringsrig, varm og fugtig jord i Østasien (Japan, Korea, Manchuriet og Østsibirien). 
På de blødt formede bakker i Nopporo Nationalskoven, som liger midt på Hokkaido i Japan, findes arten i lysninger sammen med bl.a. etagekornel, Fraxinus lanuginosa (en art af ask), japansk humlebøg, japansk hæg, japansk lind, japansk løn, japansk magnolia, japansk røn, kurilermagnolia, manchurisk birk, monoløn, Quercus mongolica (en art af eg), sakhalinædelgran og Ulmus laciniata (en art af Elm)

## Indholdsstoffer
Hele planten indeholder opstrammende stoffer, og udtræk af barken anvendes som ginseng-erstatning.
| Portal | Portal:Botanik |

## Note
1. ↑  rms1.agsearch.agropedia.affrc.go.jp: Yukio Ishikawa: Mosaic Structure of a Mixed Forest in Nopporo National Forest, Central Hokkaido (engelsk)